# 遺伝子組換え食品
遺伝子組み換え食品（いでんしくみかえしょくひん、英: Genetically modified foods, genetically engineered foods）は、遺伝子工学の手法を用いてDNA組み換えがなされた生物から製造された食品である。英語表記の頭字語からGM食品やGE食品とも呼ばれる。米国ではバイオ工学食品 (Bioengineered Food) といった表記もされている。遺伝子工学の技法は、選抜育種や突然変異育種といった従来の品種改良方法と比較した場合、新たな形質の導入やより優れた形質の制御を可能にしている。
遺伝子組み換え食品の商業販売は1994年、Calgene社が追熟を遅らせたトマトのFlavr Savrを販売した時に始まった。組み換え食品の大部分は、ダイズ、トウモロコシ、アブラナ、ワタなど農家からの需要が高い商品作物に主に焦点を当てている。遺伝子組み換え作物は病原体耐性や除草剤耐性および栄養価向上を目的に取り組みが行われている。
GM作物から派生した現在入手可能な食品は、従来の食品よりも人間の健康に大きなリスクをもたらさないという科学的コンセンサスがあるが、それでもGM食品はそれぞれ導入前に個別的に試験を行う必要がある。それにもかかわらず、一般の人達はGM食品を安全だと考える可能性が科学者よりも著しく低い。GM食品の法整備や規制の状況は国によって異なり、一部の国ではそれを禁止したり制限を掛けており、他の国では規制の度合いに大きな差はあるもののそれを認可している。
ただし、食品の安全性、規制、表示、環境への影響、研究方法、一部のGM種子があらゆる新種植物と共に企業の所有する育成者権の対象である、という事実に関する社会的関心は今も続いている。

## 定義
遺伝子組み換え食品とは、従来の交配育種とは対照的に、遺伝子工学の手法を用いてDNAに変化を与えた有機体から製造された食品のことである。米国では、農務省 (USDA) とアメリカ食品医薬品局 (FDA) が「遺伝子組み換え」よりも「遺伝子工学 (genetic engineering)」の用語使用がより正確だと支持している。米国農務省は遺伝子組み換えを「遺伝子工学またはその他従来の方法」を含むと定義している。
世界保健機関によると「遺伝子組換え生物から製造またはそれを使っている食品が、多くの場合GM食品と呼ばれている」という。

## 歴史
人間が関わった食品の遺伝子操作は、紀元前1万5百年から1万百年頃の人為選択による植物の作物化や動物の家畜化から始まった:1。望ましい形質（すなわち望ましい遺伝子）を備えた生物を次世代繁殖のために使いつつ、その形質を欠いた生物は繁殖しない、という選抜育種の手順が現代の遺伝子組み換え (GM) という概念の先駆けである:1:1。1900年代初期のDNA発見、そして1970年代にわたる遺伝子技術の様々な進歩があって、食品内のDNAおよび遺伝子を直接的に組み換えることが可能になった。
遺伝子組み換え微生物の酵素は、食品生産における遺伝子組み換え生物の初適用であり、1988年に米国食品医薬品局 (FDA) によって承認された。1990年代初頭、組換えキモシンが幾つかの国で使用承認された。チーズは一般的に、牛の胃袋から抽出された酵素混合物レンネットを用いて作られていた。科学者は細菌をキモシンの産生を行うように改変した。キモシンは牛乳を凝固させることも可能であり、チーズカードの生産に利用することができた。
販売が承認された最初の遺伝子組み換え食品は、1994年のFlavr Savrというトマトだった。Calgene社によって開発されたそのトマトは、成熟を遅らせるアンチセンス遺伝子を導入することでより長い貯蔵寿命を保つよう設計されたものだった。中国は1993年にウイルス耐性タバコの導入で遺伝子組み換え作物を商業化した最初の国である。1995年、Bacillus thuringiensis (Bt) を組み込んだジャガイモの栽培が承認され、米国で承認された最初の防虫作物生産となった。1995年に米国で販売承認を受けた他の遺伝子組み換え作物には、油脂組成のアブラナ、Btトウモロコシ、除草剤ブロモキシニル耐性があるワタ、Btワタ、グリホサート耐性のダイズ、ウイルス耐性のカボチャ、および他の追熟遅延トマトがあった。
2000年にゴールデンライスが作り出されて、科学者は栄養価を高める目的の遺伝子組み換え食品を初めて成し遂げた。
2010年までに、29か国が商業化された遺伝子組換え作物を植え付け、さらに31か国が遺伝子組換え作物の輸入に対して規制当局の承認を与えた。2011年の米国はGM食品の主要生産国であり、25のGM作物が規制当局の承認を受けた。2015年、米国で生産されたトウモロコシの92%、ダイズの94%、ワタの94%が遺伝子組み換えされた系統種だった。
食品用途で承認された最初の遺伝子組み換え動物は、2015年のアクアドバンテージ・サーモンであった。このサーモンは、マスノスケ由来の成長ホルモン調節遺伝子およびオーシャンパウト由来のプロモーターによって、春夏期だけでなく一年中成長できるよう形質転換されたものだった。
2016年4月、米国農務省が当局の規制プロセスを通す必要がないと語ったことで、CRISPR技術を用いて組み換えられた白いマッシュルームが米国で事実上の承認を受けた。改変手順に外来DNAの導入が関わっていなかったため、当局がこのキノコを（規制から）免除と見なした。
最も広く栽培されているGM植物は除草剤耐性を獲得するようデザインされている。2006年までに、一部の雑草集団は同種の除草剤の一部に対して耐性を示すよう進化している。オオホナガアオゲイトウはワタと競合する雑草である。アメリカ南西部原産で東へと移っていき、GMワタが導入されて10年も経たない2006年にグリホサート耐性があるものが初めて発見された。

## プロセス
遺伝子組み換え食品は複数段階のプロセスで作られる。第一段階は、追加したい有用な遺伝子を別の生物で同定することである。遺伝子は細胞から採取するか、人工的に合成することが可能で、それからプロモーターとターミネーターの領域や選択マーカーも含めた他の遺伝的要素と組み合わせる。その後で遺伝的要素が標的のゲノムへ挿入される。DNAは一般に、細胞の核膜を貫いて直接核に注入できるマイクロインジェクション（極小の注射器）を使用したり、ウイルスベクターを使用することで、動物細胞に挿入される。植物では、DNAは多くの場合アグロバクテリウムの媒による組換え、バイオリスティック、エレクトロポレーションを使用して導入される。遺伝物質で形質転換されるのは単一の細胞だけであるため、その単一細胞から生物を再生する必要がある。植物の場合、これは組織培養によって行われる。動物では、導入されたDNAがES細胞に存在することを確認する必要がある。PCR、サザンブロッティング、DNAシークエンシングを用いて追加試験が行われ、生体が新しい遺伝子を有していることを確認する。
従来、新しい遺伝物質は宿主ゲノム内に無作為に導入されていた。二本鎖の切断を作って細胞の自然な相同組換えの修復システムを利用する遺伝子ターゲティング技術は、正確な位置への標的導入をする目的で開発された。 ゲノム編集では、特定箇所で切断を作る人工的に改変されたヌクレアーゼを使用する。改変されたヌクレアーゼには、メガヌクレアーゼ、ジンクフィンガーヌクレアーゼ、転写アクティベーターに似たエフェクターヌクレアーゼ(TALEN)、Cas9-guideRNA システム（CRISPRの応用）、の4つの種類がある。TALENとCRISPRの2種類が最も一般的に使用され、それぞれに独自の利点がある。TALENは標的特異性により優れており、CRISPRは設計がより簡単で効率的である。

## 作物
遺伝子組み換え作物（GM作物）とは、農業で使用されている遺伝子組み換え植物である。開発された第一世代の作物は動物または人間の食物に使用され、特定の害虫、病気、環境条件、腐敗または化学的処理に対する耐性を獲得した（例: 除草剤耐性）。第二世代の作物は、多くの場合栄養的側面を改変することで、その品質を改良することを目的としていた。第三世代の遺伝子組み換え作物は、医薬品、バイオ燃料、その他産業で有用な商品の生産を含む非食品目的、ならびにバイオレメディエーションに使用されることが可能となった。GM作物は、昆虫の害圧を減らして収穫を向上し、栄養価を高め、様々な非生物的ストレスに耐えるために生産されている。2018年時点で、商業化されている作物は、ワタ、ダイズ、トウモロコシ、アブラナなどの商品作物に限定されており、導入された形質の大部分は、除草剤耐性または昆虫抵抗性の獲得である。
大部分のGM作物は、特定の除草剤、通常はグリホサートまたはグルホシネートに基づく除草剤に耐性を持つよう改変がなされている。除草剤に抵抗するよう設計された遺伝子組み換え作物は、従来の方法で育てられた抵抗性品種よりも今や多く出回っている。昆虫抵抗性を操作するために使用される現在利用可能な遺伝子の大半は、B. thuringiensis (Bt) 細菌に由来するもので、デルタエンドトキシンをコードする。植物性殺虫タンパク質をコードする遺伝子を使用するものも幾つかある。昆虫抵抗性をもたらすバチルスチューリンゲンシスに由来しない唯一の商業用途る遺伝子は、ササゲのトリプシン阻害因子 (CpTI) である。CpTIは1999年にワタでの使用が最初に承認され、現在はコメでの試験が実施されている。GM作物の1%未満が、ウイルス耐性付与、老化遅延、植物組成の変更など他の特性を含むものだった。
農家での採用は急速であり、1996年から2013年の間に、GM作物を耕作した土地の総作付面積は100倍に増加した。その普及は地理的に一様ではないが、南北アメリカとアジアの一部では力強く拡大しており、ヨーロッパとアフリカではほとんどない。その社会経済上の普及はより均一で、2013年に世界のGM作物の約54%が発展途上国で栽培されたものである。疑問は提起されているが、GM作物の栽培は農薬の使用を減らし、作物の収穫量と農場の利益を増やすので農家に有益であることが実に多くの研究で判明している。

### 果物と野菜

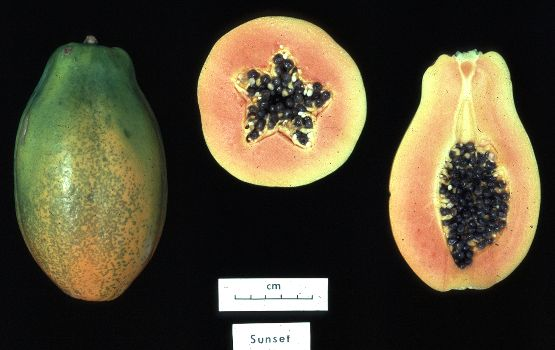
パパイヤの「Sunset」品種の写真。これが遺伝子組み換えされて、パパイヤ・リングスポット・ウイルス(PRSV)耐性の品種「SunUp」ができた。

パパイヤは、リングスポット・ウイルス (PRSV) に耐性があるよう遺伝子組み換えがされた。「SunUp」は、外皮タンパク質遺伝子PRSVについてホモ接合体となるよう遺伝子導入（トランスジェニック）を施した赤い果肉のSunset品種パパイヤである。「レインボー」はこの「SunUp」と遺伝子導入されていない黄色い果肉の「Kapoho」を交配することによって開発された、黄色い果肉のF1ハイブリッド品種である。このGM品種は1998年に承認され、2010年までにハワイのパパイヤの80%が遺伝子組み換えされたものになった。ニューヨークタイムズ紙は「これが無かったら、同州のパパイヤ産業は崩壊していただろう」と述べている。中国では、遺伝子導入型PRSV耐性パパイヤが華南農業大学によって開発され、2006年に商業植林が最初に承認された。2012年現在、広東省で栽培されているパパイヤの95%および海南省で栽培されているパパイヤの40%が遺伝子組み換えされたものである。香港では、どんな種類のGMパパイヤでも栽培および出荷が免責されており、栽培および輸入されたパパイヤの80%以上が遺伝子組み換えされたものである。
土壌細菌Bacillus thuringiensis (Bt) を使って開発されたGM食品のニューリーフ・ポテト (New Leaf potato) は、収穫量を損なうコロラドハムシから植物を保護するために生み出された。1990年代後半にモンサントによって市場にもたらされたニューリーフ・ポテトはファーストフード市場向けに開発されたものであった。小売業者がそれを拒否して食品加工業者が輸出問題に遭遇したため、2001年に撤退した。
2011年、BASF社はフォルトゥナ・ポテト (Fortuna potato) を飼料および食品として栽培・販売するため欧州食品安全機関の承認を要求した。このジャガイモは、メキシコのジャガイモ野生種Solanum bulbocastanumに由来する耐性遺伝子blb1とblb2を追加することで胴枯れ病耐性となった。2013年2月、BASFはその出願をはねつけた。2014年、米国農務省はJ.R.シンプロット社によって開発された遺伝子組み換えジャガイモを承認した。これには痣を防ぎ、揚げた際にアクリルアミドを生成しにくい10の遺伝子組み換えが行われている。この組み換えでは新たなタンパク質を導入するのではなく、RNA干渉を介してジャガイモから特定のタンパク質を除去している。
2005年現在、米国で栽培されているズッキーニの約13%は、3つのウイルスに耐性があるものへ遺伝子組み換えがされている。その品種株はカナダでも栽培されている。

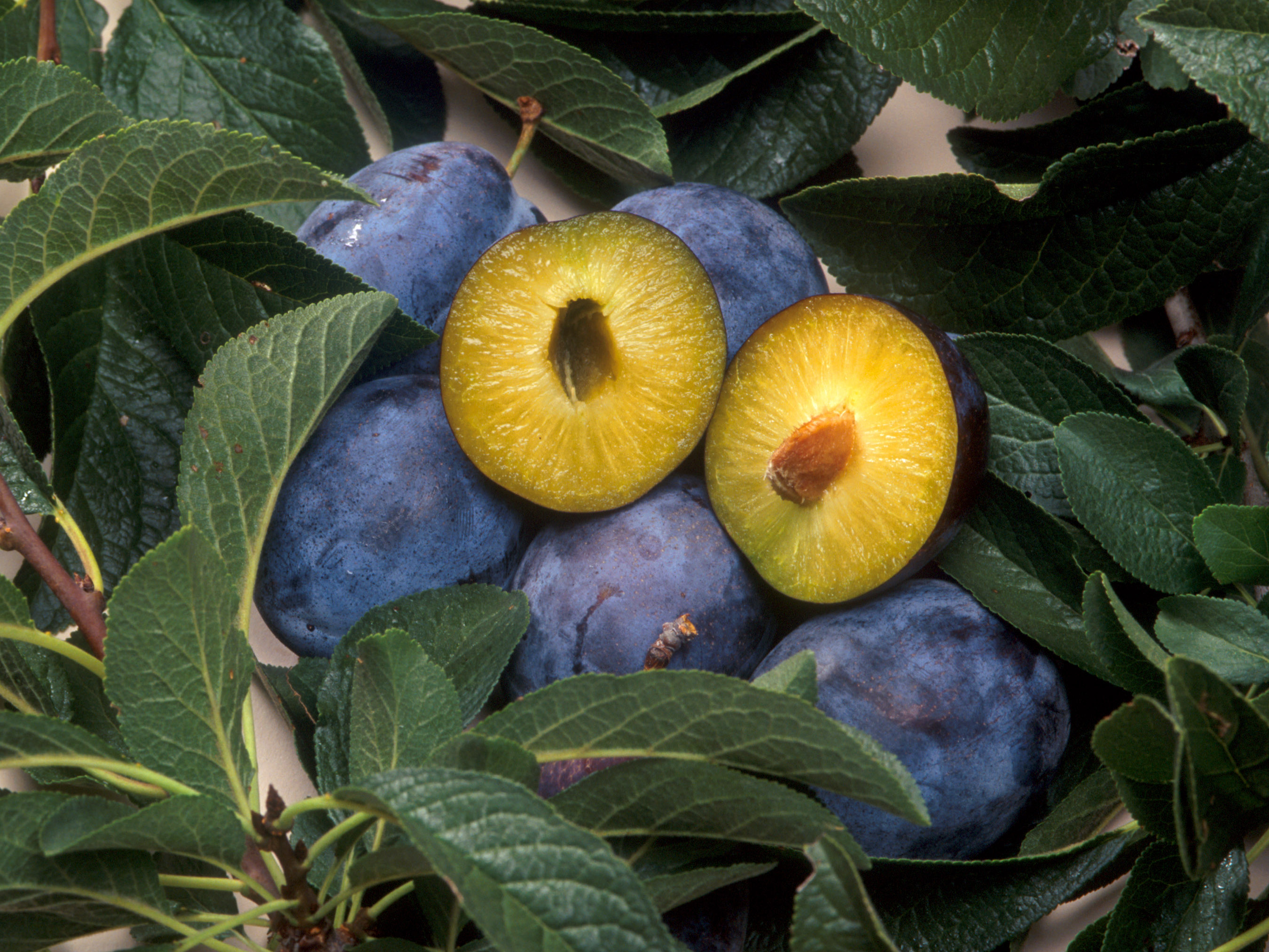
アブラムシが媒介する病気ウメ輪紋に耐性があるよう遺伝子組み換えされたプラム。

2013年、米国農務省は、タンジェリン由来の遺伝子を「過剰発現」すると共に他の遺伝子を抑制してリコピン産生を増加させたピンク色をしたGMパイナップルの輸入を承認した。この植物の開花周期はより均一な成長および品質を提供する目的で変更された。米国農務省の動植物検疫所によると、この果実は「収穫後に環境へと伝播して持続する能力がない」。デルモンテの提出文によると、このパイナップルは植物の花が適合した花粉源にさらされないため、種子生産しない「単作」で商業栽培されている。 ハワイへの輸入は「植物衛生」上の理由で禁止されている。
2015年2月、Arctic Applesが米国農務省によって承認され、米国内の販売が承認された最初の遺伝子組み換えリンゴとなった。遺伝子サイレンシングはポリフェノールオキシダーゼの発現を低下させて、果実の褐変を防止するために使用されている。

### トウモロコシ
食品およびエタノール生産に使用されるトウモロコシは、様々な除草剤への耐性や、特定の昆虫を殺すB. thuringiensis (Bt) 由来のタンパク質を発現するよう遺伝子組み換えがなされている。 2010年に米国で栽培されたトウモロコシの約90%が遺伝子組み換えされたものである2015年の米国では、トウモロコシ作付面積の81%がBt形質を備えたもので、同89%がグリホサート耐性の形質を備えたものだった。トウモロコシは、パンケーキ等や離乳食、シリアル、一部発酵製品の成分であるコーングリッツ、コーングルテンミール、コーンスターチに加工可能である。 トウモロコシ素材のマサ粉やその生地は、タコス外側のコーンチップであるトルティーヤの製造に使われる。

### ダイズ
遺伝子組み換えダイズは除草剤に耐性があり、より健康的な油を生産するように組み換えが行われている。2015年、米国のダイズ作付面積の94%がグリホサート耐性になるよう遺伝子組み換えされたものである。

### 米
ゴールデンライスが、栄養価を高めることを目的とした最もよく知られているGM作物である。米の可食部にてビタミンA前駆体のベータカロチンを生合成する3つの遺伝子で設計されている。これは、ビタミンA食物の不足地域で栽培および消費される栄養強化食品となることを意図したもので、その欠乏症は毎年67万人の小児（5歳未満）の命を奪っており、さらに50万人の不可逆的な小児失明を引き起こしていると推定されている。当初のゴールデンライスは1.6 μg/gのカロテノイドを産生していたが、さらなる開発によりこの23倍に増加した。オーストラリア、ニュージーランド、カナダ、アメリカ合衆国で、2018年に食品用途での初承認を獲得した。

### 小麦
2017年12月時点で、遺伝子組み換え小麦は実地試験での評価審査がされているものの、商業的な販売には至っていない。

## 派生製品

### シロップを含むコーンスターチとデンプン糖
デンプンはあらゆる緑の植物がエネルギー貯蔵庫として生産する多糖類である。純粋な澱粉は白くて無味無臭の粉末である。それは直鎖状のアミロースと枝分かれのあるアミロペクチンという、2種類の分子で構成されている。植物によるが、デンプンは一般的に重量で20–25%のアミロースと75–80%のアミロペクチンを含有する。
デンプンはさらに特定目的用の加工デンプンを作るために加工することが可能で、これには加工食品における多くの糖分生成が含まれる。具体的には以下のものがある。
- マルトデキストリン- 淡白な味の結着剤や増粘剤として使用される、軽度に加水分解されたデンプン製品。
- 様々なグルコースシロップ - 米国ではコーンシロップとも呼ばれ、多種の加工食品で甘味料や増粘剤として使用される粘性溶液。
- デキストロース- デンプンの完全な加水分解によって調製された、市販のブドウ糖。
- 異性化糖- ブドウ糖の大部分が果糖に変換されるまで、ブドウ糖溶液をグルコースリン酸イソメラーゼという酵素で処理することにより作られた高果糖シロップ。
- 糖アルコール- マルチトール、エリスリトール、ソルビトール、マンニトール、HSH等で、糖分を減量することで作られた甘味料。

### レシチン
レシチンとは自然界に発現する脂質で、卵黄や油精製の植物で発見されている。乳化剤であるため、多くの食品で使用される。トウモロコシ油、ダイズ油、ベニバナ油がレシチンの資源となるが、市販されているレシチンの大多数はダイズから得られる。十分に処理されたレシチンは、標準的な試験方法では検出できないことが多い 。FDAによると、レシチンが一般的なレベルで使用される場合、公衆への危害を示すまたは示唆する証拠はない。食品に添加されるレシチンは、平均して毎日消費される1–5 gのグリセロリン脂質のわずか2-10%に過ぎない。それにもかかわらず、GM食品に関する消費者の懸念はそのような製品にまで及んでいる。この懸念が、2000年の欧州における政策と規制の変更をもたらし、レシチンを含むGMO由来の添加物を含む食品の表示を必要とする規制(EC)50/2000が可決された。現在の試験方法ではレシチンのような誘導体の起源を検出することが困難なため、ヨーロッパでレシチンを販売したい人は包括的なIPハンドリングシステム（遺伝子組み換えに関する食品トレーサビリティを書面化したもの）を使用するよう、欧州規制は要求している。

### 砂糖
米国は砂糖の10%を輸入しており、残り90%はテンサイとサトウキビから抽出される。2005年の規制緩和後、グリホサート耐性のテンサイが米国で広く採用された。2011年、米国のテンサイ作付面積の95%にはグリホサート耐性の種子が植えられた。GMテンサイは、米国、カナダ、日本で栽培が承認されており、その大半は米国で栽培されている。 GMテンサイは、オーストラリア、カナダ、コロンビア、EU、日本、韓国、メキシコ、ニュージーランド、フィリピン、ロシア連邦、シンガポールで輸入および消費が承認されている。精製プロセスからのパルプは動物飼料として使用される。GMテンサイから作られる砂糖にはDNAやタンパク質が含まれない。遺伝子組み換えしていないテンサイから作られる砂糖と化学的に区別できないのはスクロースだけである。国際的に認められた研究所による独立した分析では、ラウンドアップ（除草剤）耐性テンサイを原料にする砂糖が等しく栽培された従来の（ラウンドアップ非耐性の）テンサイ原料による砂糖と同一であることが判明した。

### 植物油
米国で使用される植物油の大部分はアブラナ、トウモロコシ、ワタ、ダイズなどのGM作物から生産される。植物油は、食用油、ショートニング、マーガリンとして消費者に直接販売され、加工食品に使用される。植物油には原料作物由来となるごく少量のタンパク質やDNAが含まれている。植物油は植物または種子から抽出されたトリグリセリドでできており、それが精製されて水素化を介した更なる処理で液体油を固体にすることもある。精製プロセスによってほぼ全ての非トリグリセリド成分が除去される中鎖トリグリセリド (MCT) は従来の油脂の代替品となっている。脂肪酸の長さは消化プロセス中の脂肪吸収に影響する。グリセロール分子の中央にある脂肪酸は末端にある脂肪酸よりも吸収されやすく、代謝に影響を与えると考えられている。通常の脂肪とは異なり、MCTは炭水化物のように代謝される。それらには格段の酸化安定性があり、食物が急速に腐敗臭を放つのを防いでいる。

## その他の用途

### 飼料
家畜や家禽は飼料で飼育されているが、米国ではその多くがGM作物を含む加工食品の残余で構成されている。例えば、菜種の約43%は油である。油抽出後の残りは飼料の成分になり、それには菜種のタンパク質が含まれている。同様に、ダイズの大部分は油および食事用に栽培されている。高タンパクの煎った脱脂大豆は家畜の飼料およびドッグフードになる。米国のダイズ作物の98%が家畜飼料に使用されている。
2011年、米国のトウモロコシ収穫量の49%が家畜飼料（醸造粕由来の残滓を含む）に使われた。「ますます感度が高まっている手法にも関わらず、試験では与えられた飼料の種類による動物の肉、牛乳、卵の差異をまだ立証できていない。 結果的に、肉、乳製品、卵製品を見るだけで動物にGMダイズが与えられたかを知ることは不可能である。飼料中の遺伝子組み換え材料の存在を確認する唯一の方法は、飼料自体の起源を分析すること」だという。
GM飼料が動物の健康に及ぼす影響を評価した研究に関する2012年の文献レビューでは、小さな生物学上の差異が時折発見されるものの、動物が悪影響を受けたという証拠は見つからなかった。このレビューの研究は90日から2年に及ぶ範囲で、長期研究の幾つかは生殖および世代間の影響を考慮している。
遺伝子組み換え微生物により生み出された酵素もまた、栄養素および消化全体の有用性を高めるべく動物飼料に組み込まれている。これら酵素は、動物の腸内微生物叢にも有益なものをもたらし、飼料に含まれる抗栄養因子を加水分解する。

### タンパク質
レンネットは牛乳をチーズに凝固させるのに使われる酵素の混合物である。元々は仔牛の第4胃袋からしか入手できず、希少かつ高価なもので、あるいは微生物源から入手可能だったため不快な味を生成することも多かった。遺伝子工学が動物の胃からレンネット産生遺伝子の抽出を可能にし、それらを細菌や真菌や酵母に挿入して鍵となる酵素キモシンを産生させることが可能になった。遺伝子組み換えした微生物は発酵後に死滅させる。キモシンは発酵ブロスから分離され、チーズ生産者が使用する発酵産生キモシン (FPC) は仔牛由来のレンネットと同一のアミノ酸配列である。適用されたキモシンの大部分はホエーに保持される。微量のキモシンがチーズに残る場合もある。
FPCはアメリカ食品医薬品局に承認された最初の人工生成された酵素となった。1990年以来FPC製品は市場に出回っている。1999年、米国のハードチーズの約60%がFPCで作られ、その世界市場シェアは80%に達した。2008年までに、米国と英国で市販されているチーズの約80-90%はFPCを使って製造されたものとなった。
一部の国では、牛乳生産を増加させるために遺伝子組換えのウシソマトトロピン（rBST、またはウシ成長ホルモンやBGHとも呼ばれる）の投与が承認されている。rBSTはrBST処理をした牛乳に存在する可能性があるが、それは消化器系で破壊され、人体の血流に直接注入されても人体への影響は観察されていない。アメリカ食品医薬品局、世界保健機関、アメリカ医師会、アメリカ栄養士協会、国立衛生研究所は、rBST処理牛の乳製品および肉は人間が摂取しても安全であるとそれぞれ独自に述べている。しかしながら2010年9月30日、第6巡回区連邦控訴裁判所は提出された証拠を分析することでrBGH処理牛の乳と未処理牛の乳との「組成の違い」を発見した。同裁判所はrBGH処理牛の乳にインスリン様成長因子1 (IGF-1) 量の増加があり、牛の泌乳サイクルにおける特定の時点で産生された場合に脂肪含有量が高くてタンパク質含有量が低くなると述べた。そして体細胞数の増加も見られ、これは「牛乳をより急速に酸っぱくさせる」可能性があるとした。

### 家畜
遺伝子組み換え家畜は、人類の消費用に飼育されている牛、羊、豚、山羊、鳥、馬、魚など各種の生物であり、その遺伝子材料 (DNA) は遺伝子工学技術を使って組み換えが行われている。その種には自然発生しない目的の新たな形質を動物に組み入れる、いわゆる遺伝子導入も一部行われている。
オーストラリア・ニュージーランド食品基準を代表者として刊行された2003年の評価書は、陸生家畜種のほか魚や貝といった水生種の遺伝子導入実験も検討した。同評価書は実験に使用された分子技術のほか、動物や製品中の導入遺伝子を追跡する技術および導入遺伝子の安定性に関する問題を検討した。
通常は食料生産目的で使用される一部哺乳類は、非食料製品を生産する目的でも組み換えが行われており、これはファーミング (Pharming)
 と呼ばれたりもする。

#### 鮭
アクアドバンテージ・サーモンは1997年より規制当局の承認を待っていて、2015年11月に米国FDAによって人間の消費が承認され、カナダとパナマにある陸上の孵化養殖場で飼育された。

## 健康面と安全性
現在入手可能なGM作物に由来する食物は、従来の食物よりも人間の健康に大きなリスクをもたらさない、というのが科学的コンセンサスであるが、それでも各GM食品は導入前に個別に試験を行う必要があるとされている。それにもかかわらず、一般の人々はGM食品を安全だと考える可能性が科学者よりも遥かに低い。GM食品の法的および規制上の状況は国によって異なり、一部の国では禁止または制限を行っており、また別の国では規制の度合いは大きく異なるものの許可をしている。
反対論者は、長期的な健康リスクが適切に評価されていないと主張して、追加の検査、表示、市場から撤去の様々な組み合わせを提案している。社会的・環境的責任を求める欧州科学者ネットワーク (ENSSER) は、現在のGM食品の安全性を「科学」が支持しているという主張に異議を唱え、各GM食品は個別を基本に判断されねばならないと提唱している。

### 試験
GM食品の法的状況や規制状況は国によって異なり、一部の国では禁止または制限を行っており、また別の国では規制の度合いは大きく異なるもののそれを許可している。米国、カナダ、レバノン、エジプトなどの国々は実質的同等性を用いてさらに試験が必要か否かを判断するが、EU、ブラジル、中国などの国々はGMO栽培を個別基準で許可している。米国では、GMOが「一般に安全と認められる (GRAS)」とFDAが判断して、そのGMO製品が非組み換えの製品と実質的に同等である場合、追加のテストを必要としない。仮に新しい物質が見つかった場合、潜在的な毒性、アレルギー誘発性、ヒトへの遺伝子導入または他の生物への遺伝子的異系交配の可能性といった懸念を埋めるため、更なる試験が必要になる場合もある。

## 規制

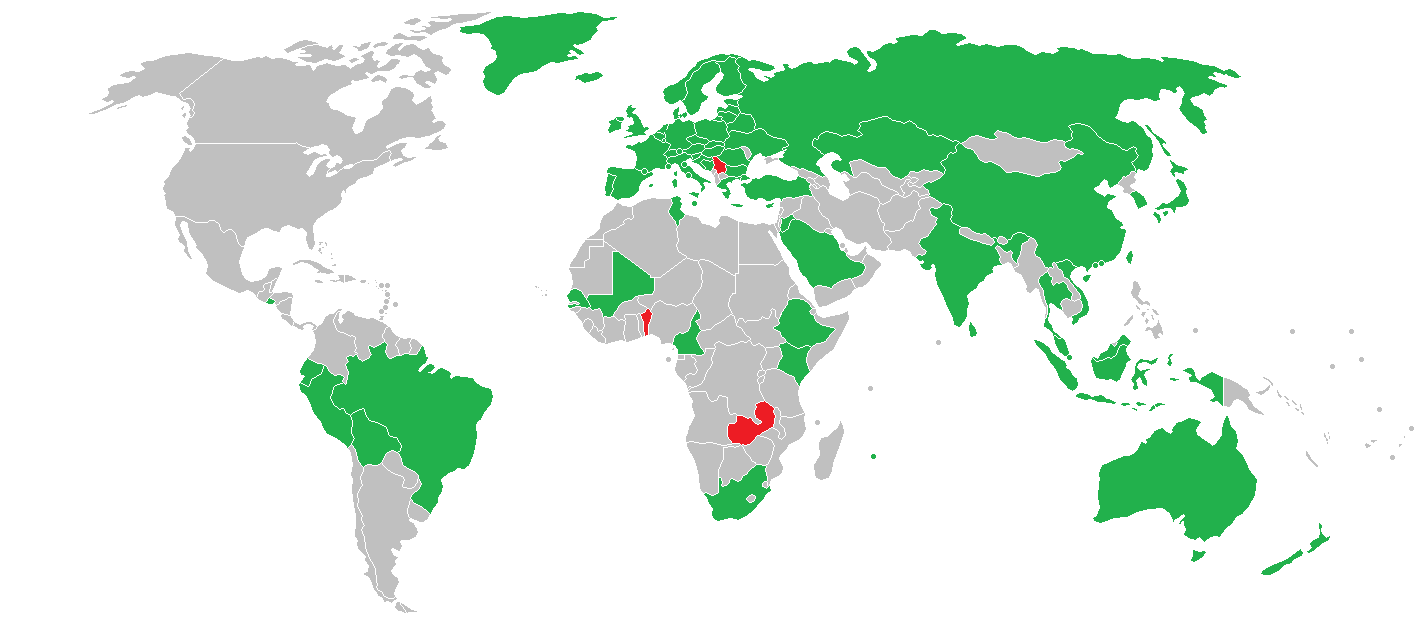
緑:表示の義務付け。 赤:遺伝子組み換え食品の輸入および栽培を禁止。

GMOの開発および販売に関する政府の規制は、国によって大きく異なる。顕著な差異としては米国のGMO規制と欧州連合のGMO規制が分かれている。規制は対象製品の用途によっても異なる。例えば、食品用途を意図しない作物は概して食品安全性の責任当局による審査が行われない。

### 米国の規制
米国では3つの政府機関がGMOを規制している。アメリカ食品医薬品局(FDA)は潜在的なアレルゲンについて有機体の化学組成をチェックしている。米国農務省 (USDA) は実地試験の監督およびGM種子の流通監視を行っている。米国環境保護庁 (EPA) は、昆虫に有毒なタンパク質を含むよう組み換えられた植物を含む農薬の使用状況を監視する責任がある。USDAと同様に、EPAもまた環境上の安全を確保するべく農薬と接触した作物の実地試験および流通を監督している。2015年、オバマ政権は政府のGM作物規制方法を刷新すると発表した。 
1992年、FDAは「政策声明：新しい植物品種に由来する食品」を発表した。 この声明はデオキシリボ核酸組み換え技術を使って開発された新しい植物品種から製造された食品に関する連邦食品・医薬品・化粧品法のFDAによる解釈を明確化したものである。 FDAは開発中のバイオエンジニアリング食品についてFDAと協議するよう開発者側に奨励した。 FDAは開発側が協議のために定期的に来訪していると述べている。1996年、FDAは協議手順を更新した。
スターリンク・コーンの回収騒ぎ (StarLink corn recall) は2000年の秋に発生し、この時は300以上の製品に人間の消費が承認されていない遺伝子組み換えトウモロコシが入っていたことが発覚した。これが遺伝子組み換え食品の最初のリコールとされている。

### 表示
2015年時点で、64か国が市場におけるGMO製品の表示を義務付けている。
米国やカナダの国策では、組成の重大な相違または健康影響の文書化が考慮される時のみ表記を求めているが、一部の州（バーモント、コネチカット、メイン）はそれらを義務とする法律を制定した。2016年7月、国の基準となるGMO食品の表示を規定する公法114-214が制定された。
一部の管轄区域では、表示要件が製品に含まれるGMOの相対量次第である。南アフリカにおける自主的な表示を調査した研究では「遺伝子組み換え物なし (GMO-free)」と表示された製品の31%でGM含有量が1.0%以上だったことが判明した。
欧州連合域内では、GMO含有が0.9%を超える全食品（加工食品含む）や飼料には表示を掲げなければならない。

### 検出
食品および飼料内にあるGMOの試験は、ポリメラーゼ連鎖反応やバイオインフォマティクスといった分子技術を用いて日常的に行われている。
2010年1月の論文では、完全な産業用ダイズ油処理チェーンに沿ったDNAの抽出および検出法が除草剤耐性 (RR) ダイズの存在を監視するとして、次のように書かれている。「ポリメラーゼ連鎖反応 (PCR) 終点によるダイズレクチン遺伝子の増幅は、完全に精製されたダイズ油に至るまでの抽出および精製プロセスの全段階で、無事成功に終わった。イベント特異プライマーを使用したPCR試験法によるRRダイズの増幅もまた、恐らくサンプルの不安定性に起因する精製の中間段階（中和、洗浄、漂白）を除いて、抽出および精製の全段階で達成された。特定の探査針を使用したリアルタイムPCR試験法は全ての結果を確認し、完全に精製されたダイズ油中の遺伝子組み換え生物を検出および定量化できることを証明した。我々の知る限り、このことは決して以前報告されたことがなく、精製油中の遺伝子組み換え生物のトレーサビリティに関する重要な成果を表すものである」。
トーマス・レディックによると、他家受粉の検出および予防は農業局と天然資源保護局が提供する提案を通じて可能である。この提案には、共存の重要性に関する農家への教育、共存を促進するツールとインセンティブの提供、遺伝子流動を理解および監視するための研究実施、作物における品質と多様性の保証、農家への実際の経済的損失に対する補償の提供などが含まれる。

## 論争
遺伝子組み換え食品の論争は、遺伝子組み換え作物から作られた食品の使用をめぐる一連の論争で成り立っている。その論争には、消費者、農民、バイオテクノロジー企業、政府規制当局、非政府組織、環境および政治活動家、科学者が関わっている。主な意見の不一致には、GM食品を安全に消費できるのか、環境に害を及ぼすことがあるのか、適切に試験や規制が行われているか等が含まれる。科学研究および出版物の客観性にも異議が唱えられている。農業関連の論争には、農薬の使用と影響、種子の生産と使用、非GMO作物や農場への副作用、種子会社によるGM食糧供給の潜在的な管理などが含まれる。
GM食品が発明されて以来、この論争は続いており、メディア、裁判所、地方・地域・中央政府および国際機関を席巻している。